# Russisch Brot

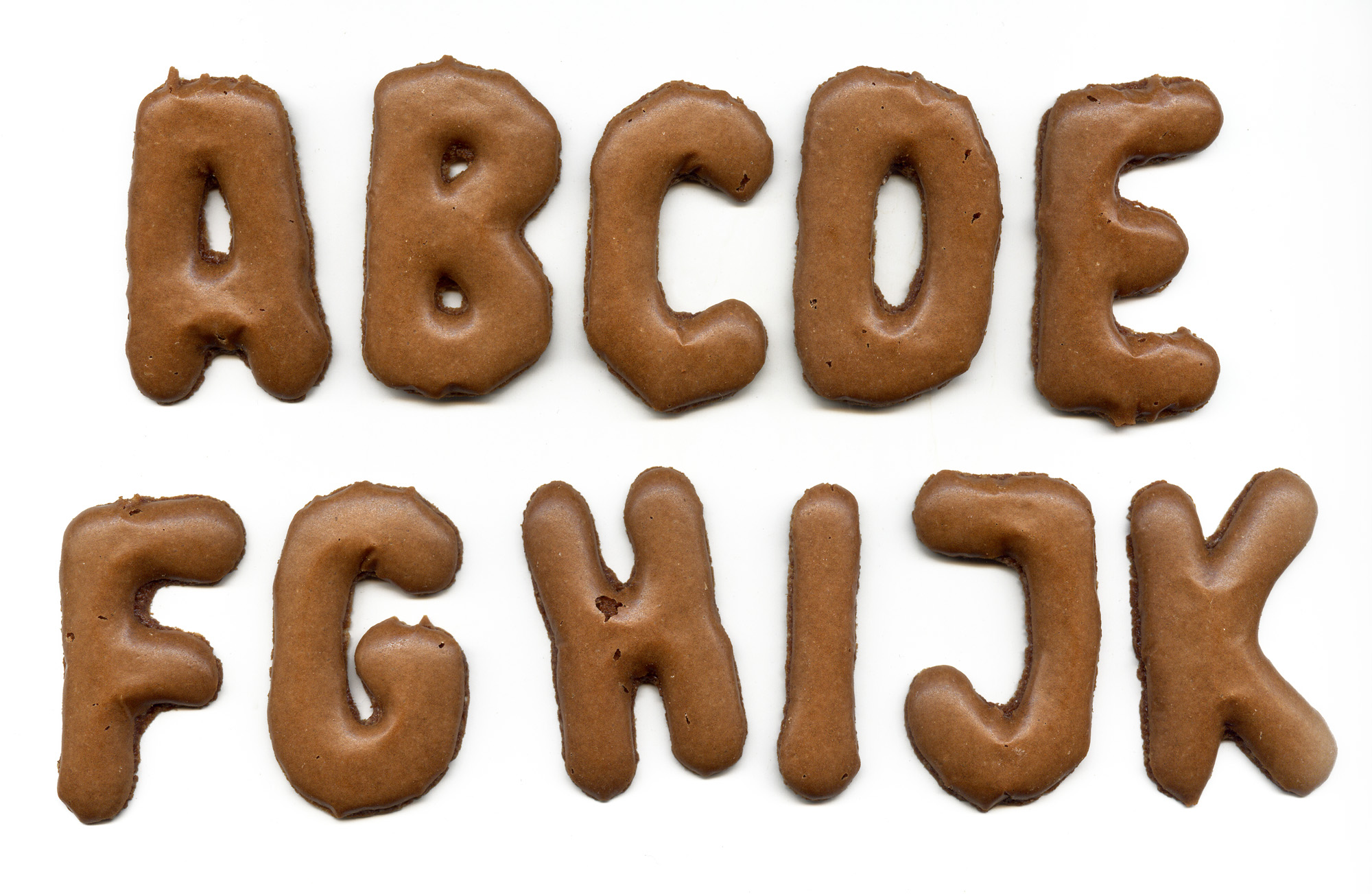
Russisch Brot

El Russisch Brot (alem. "pan ruso") o Patience es el nombre de un tipo de galletas típicas de Alemania hechas a partir de una pasta esponjosa a base de cacao y clara de huevo. Tradicionalmente se les da forma de letras.

## Características
El primer paso para su elaboración es mezclar la masa. Esta está compuesta por claras a punto de nieve, azúcar, cacao y harina;  según la receta, puede contener otros ingredientes como fécula, jarabe de remolacha y canela. A continuación se estira una fina capa de masa sobre una bandeja metálica cubierta con papel de horno untado en aceite. También se puede emplear una manga pastelera, dando a las piezas forma de letras. La masa se hornea a temperatura moderada. Finalmente, se pinta la superficie con azúcar disuelto en agua. Llegado este punto, si no se ha usado la manga, se corta la lámina de Russisch Brot en palitos. Eventualmente, se pueden meter un rato más en el horno para secar el glaseado.

## Historia
Se cree que el pan ruso procede de San Petersburgo, donde se le conocía como Bukvi (en cirílico Буквы: “letras”). El repostero de Dresde Ferdinand Wilhelm Hanke (1816-1880) conoció allí la receta y la trajo a Alemania en 1844. Abrió en Dresde la pastelería Deutsche & Russische Bäckerei, el primer lugar de Alemania donde se hizo Russisch Brot.
Por el contrario, en Viena se cuenta que el pan ruso fue inventado en el siglo XIX con motivo de la recepción de un emisario ruso en la corte vienesa. El Russisch Brot sería un guiño a la tradición rusa de ofrecer un pedazo de pan como bienvenida.
Desde finales del siglo XIX, la empresa de los hermanos Hörmann, de Dresde, produce y exporta Russisch Brot a todo el mundo. Bahlsen (una conocida empresa de bollería industrial alemana) produjo pan ruso por primera vez en 1906.